# Dritte Verordnung über Ausnahmen von den Vorschriften der Fahrerlaubnis-Verordnung
Durch die Dritte Verordnung über Ausnahmen von den Vorschriften der Fahrerlaubnis-Verordnung wurde im Rahmen eines Modellversuchs von Mai 2013 bis April 2020 das Mindestalter zum Erwerb der Fahrerlaubnisklasse AM für die Bundesländer Brandenburg, Mecklenburg-Vorpommern, Sachsen, Sachsen-Anhalt und Thüringen von 16 auf 15 Jahre gesenkt.
Als Nachfolgeregelung trat am 12. Dezember 2019 der § 6 Absatz 5a Straßenverkehrsgesetz in Kraft, der den Bundesländern erlaubt, das Mindestalter auf 15 Jahre zu senken.

## Hintergrund
Durch die dritte EU-Führerscheinrichtlinie wurde die harmonisierte Fahrerlaubnisklasse AM eingeführt, die zum Führen von zwei- und dreirädrigen Kleinkrafträdern sowie vierrädrigen  Leichtkraftfahrzeugen, jeweils mit einer bauartbedingten Höchstgeschwindigkeit von nicht mehr als 45 km/h, berechtigt. Dabei hat die EU das Mindestalter zum Erwerb dieser Fahrerlaubnis grundsätzlich auf 16 Jahre festgelegt, es den Mitgliedsstaaten aber erlaubt, das Alter auf bis zu 14 Jahre zu senken oder auf 18 Jahre anzuheben. Nachdem in Deutschland die genannten Fahrzeuge bisher unter die nationalen Fahrerlaubnisklassen M und S fielen, bei denen das Mindestalter zum Erwerb bei 16 Jahren lag, wurde im Rahmen der Umsetzung der EU-Richtlinie in nationales Recht beschlossen, von der Möglichkeit der Absenkung des Mindestalters keinen Gebrauch zu machen. Begründet wurde dies mit einer Studie der Bundesanstalt für Straßenwesen, die zum Ergebnis kam, dass eine Absenkung aus Gründen der Sicherheit nicht zu empfehlen sei, sowie mit dem starken Ansteigen der Unfallzahlen in Österreich nach der Einführung eines „Mopedführerscheins mit 15“. Damit wurde am 19. Januar 2013 die Fahrerlaubnisklasse AM mit einem Erwerbsmindestalter von 16 Jahren in die Fahrerlaubnis-Verordnung eingeführt.
Nachdem es im April 2011 auf der Verkehrsministerkonferenz einen Vorschlag für einen Modellversuch zur Senkung des Mindestalters beim Erwerb der Klasse AM durch Sachsen gab, dem sich Sachsen-Anhalt und Thüringen anschlossen, und es 2011 einen Antrag der Bundestagsfraktionen von CDU/CSU und FDP mit dem Ziel gab, den Erwerb von Zweiradführerscheinen zu erleichtern, in dem ebenfalls eine Absenkung des Mindestalters für die Klasse AM auf 15 Jahre gefordert wurde, setzte das Bundesministerium für Verkehr, Bau und Stadtentwicklung durch die Dritte Verordnung über Ausnahmen von den Vorschriften der Fahrerlaubnis-Verordnung mit Wirkung zum 1. Mai 2013 einen zeitlich befristeten Modellversuch in Kraft. In § 1 der Verordnung wird das Mindestalter für den Erwerb der Klasse AM in Brandenburg, Mecklenburg-Vorpommern, Sachsen, Sachsen-Anhalt und Thüringen auf 15 Jahre gesenkt. In § 2 wird das Inkrafttreten (1. Mai 2013) sowie das Außerkrafttreten (30. April 2020) der Verordnung geregelt.
Eine Evaluierung des Versuchs erfolgt durch die Bundesanstalt für Straßenwesen.